# Faial
| Altitud:  | 0 - 1 043 m             |
| Latitud:  | 38.60° N (38° 36' 0" N) |
| Longitud: | 28.73° V (28° 44' 0" V) |

Faial är en portugisisk ö som tillhör ögruppen Azorerna cirka 1 500 km väster om Portugal i Atlanten. Tillsammans med Pico, Terceira, São Jorge och Graciosa tillhör den centrala gruppen i Azorerna.
Det är på Faial som Nationalparlamentet sammanträder sedan 1990, men där finns även en viktig del i Azorernas universitet. Det är i huvudstaden Horta som institutet för oceanografi, fiske och friskvård ligger.

## Geografi
Faial har en yta på 173 km² och en population på 15 065 invånare.  Högsta punkten på ön är vulkanen Caldeira som reser sig upp ur havet och når en höjd av 1 043 meter.
Orter på Faial: Horta, Flamengos, Cedros, Praia do Nortre, Feteira

## Historia
Faial har tidigare haft två andra namn som kan utläsas på gamla kartor, dels Ventura, dels São Luiz. Det var i mitten av 1400-talet som ön upptäcktes av portugiserna. Det sägs att den allra första bosättaren var en eremit som ville dra sig undan världens ondska och flyttade ut till denna ö. De tidiga portugisiska sjöfararna började att odla upp ön, men de förblev inte ensamma någon längre tid. Alla azoriska öar har haft en likartad utveckling efter de första kolonisatörerna, utom Faial, som tidigt fick besök av flamländare med silver och tenn i sikte. Det gick ett rykte om att det fanns rikedomar på denna ö. Expeditionsledaren hette Josse van Huerter och han blev förälskad i ön, till den milda grad att han lyckades övertyga kung João I av Portugal att skänka honom ön som någon form av förläning. 
Flamländarnas kolonier anlades i trakterna kring Horta, men framförallt runt den by som finns lite längre in i landet väster om Horta, Flamengos.
1672 drabbades den då ganska välmående ön av en förödande jordbävning som förstörde mycket av det som byggts upp. Ön byggdes upp igen och på 1800-talet tog invånarna en aktiv del i de inrikes stridigheter som då drabbade Portugal.
Under första hälften av 1900-talet var Faial ett kommunikationscentrum. Detta gjorde att ön klarade sig så bra som den faktiskt gjorde. Det var via denna ö som alla undervattenskablar för telegrafi gick, och de stora telefonföretagen upprättade sina stödjepunkter här. Tusentals medarbetare strömmade hit från jordens alla hörn, ångfartygen lade till i hamnen och bunkrade kol, samtidigt som sjöflygplanen landade i Horta för en sista tankning innan atlantflygningen.
När satelliterna gjorde sitt intåg försvann alla dessa tjänster från ön. Nu för tiden är Faial ett segelcentrum och de flesta havskappseglingar har Hortas hamn som etappmål.

## Vulkanutbrott

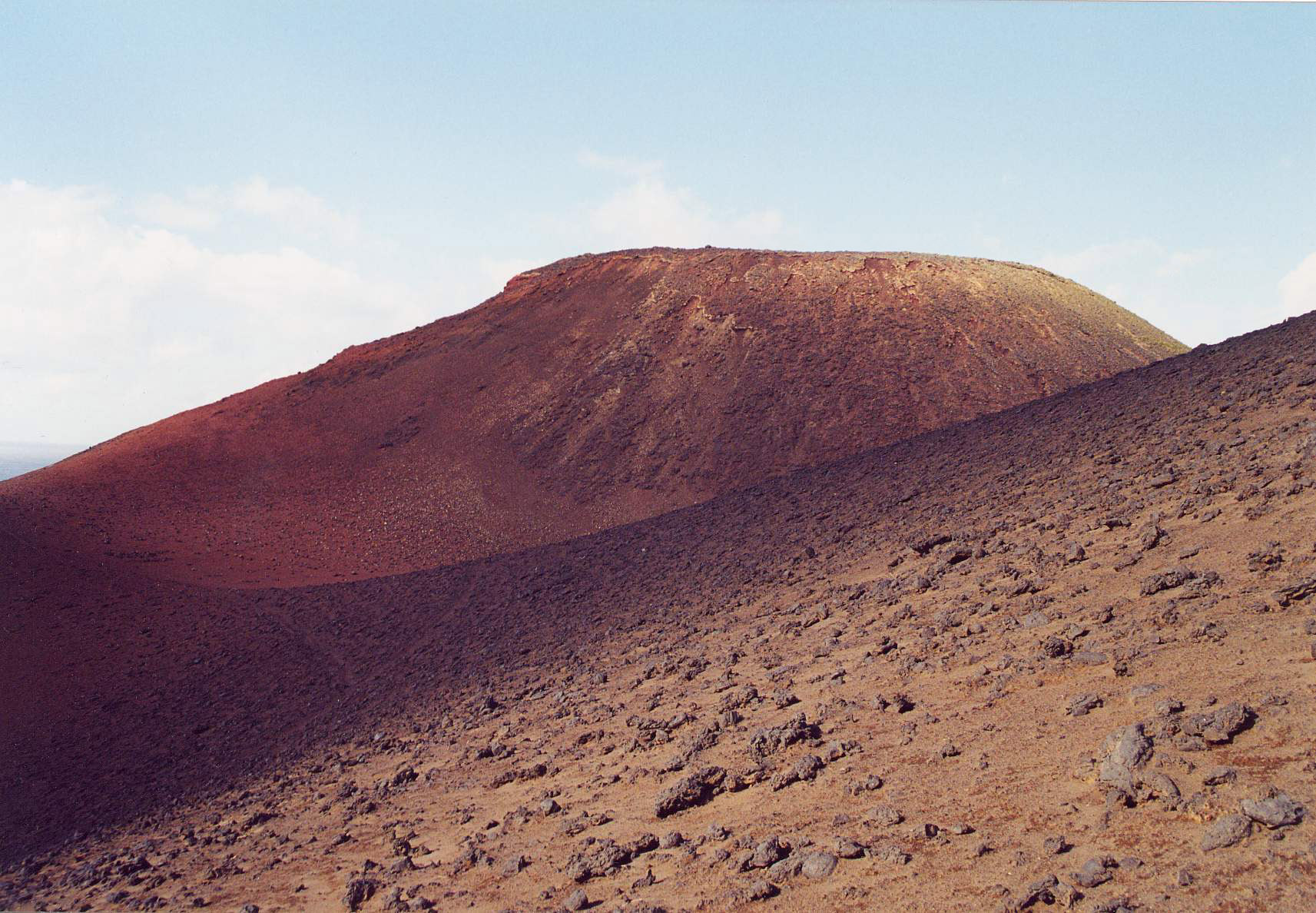
Pyroklastiskt material på sluttningarna kring Vulcão dos Capelinhos.
Foto: M. Hollunder, februari 2001. (GFDL, CC-BY)

Den 16 september 1958 inträffade ett vulkanutbrott som fick marken att börja skaka. Tolv dagar förflöt och forskarna förutsåg ett kraftigt utbrott, då vattnet började koka. Den 29 september kom den första jättelika explosionen som kastade aska, pimpsten och stoft 600 meter upp i luften och slungades med vindens hjälp ett gott stycke inåt land. Den 1 oktober hade det bildats ett 6 000 meter högt svart askmoln och en liten ö började ta form ute i havet. Men havets krafter gjorde att ön försvann igen, då ytterligare explosioner inträffade då havet spolade över lavan. I slutet av oktober var ön försvunnen igen. I början av november inträffade ytterligare skalv och eruptioner och i mars 1959 hade 2 km² nytt land bildats. Samtidigt hade aska, lava och pimpsten kastats 500 meter upp på land. 300 hus begravdes och ytterligare 2 000 skadades så svårt att de övergavs, boskap dödades och växtlighet förstördes.